# 川陝省總工會舊址
川陝省總工會舊址位於四川省巴中市巴州區，文物遺址年代判定為1933年-1934年。2007年6月1日公佈為四川省第七批文物保護單位。